# Чередово (Омская область)
Чередово — село в Знаменском районе Омской области. Административный центр Чередовского сельского поселения.

## История
Основано в 1776 году. В 1928 году состояло из 94 хозяйств, основное население — русские. В административном отношении село являлось центром Чередовского сельсовета Знаменского района Тарского округа Сибирского края.

## Население
| 1926 | 2002 | 2010 |
| ---- | ---- | ---- |
| 468  | ↘384 | ↘317 |

## Улицы
- ул. Заречная,
- ул. Зелёная,
- ул. Молодёжная,
- ул. Центральная,
- пер. Центральный.